# Gürses
Gürses ist ein verlassenes Dorf im Landkreis Çınar der türkischen Provinz Diyarbakır. Es lag neun Kilometer südwestlich von Çınar. Der ursprüngliche Name lautete Davudi.

## Geschichte
Bis zum Jahre 1990/1991 lebten im Dorf 433 Menschen jesidischen und muslimischen Glaubens. Ende der 1980er Jahre wurde das Dorf im Zuge des Konfliktes zwischen der PKK und dem türkischen Militär verlassen. Die Bewohner siedelten in andere Teile der Türkei um oder wanderten aus.